# Пантелис Кафес
Пантелис Кафес (грч. Παντελής Καφές; Бер, 24. јун 1978) бивши је грчки фудбалер.

## Каријера
Играо је на позицији везног играча. Кафес је дебитовао за грчку репрезентацију на пријатељском мечу против Хрватске у априлу 2001. године, док је први погодак дао такође на пријатељској утакмици у Аустрији 2003. у Бечу. Био је члан репрезентације Грчке која је освојила Европско првенство 2004. године.

## Голови за репрезентацију
| #  | Датум              | Место              | Противник | Резултат | Такмичење   |
| -- | ------------------ | ------------------ | --------- | -------- | ----------- |
| 1. | 26. март 2003.     | Грац, Аустрија     | Аустрија  | 2-2      | Пријатељска |
| 2. | 20. август 2003.   | Норћепинг, Шведска | Шведска   | 1-2      | Пријатељска |
| 3. | 16. новембар 2005. | Пиреј, Грчка       | Мађарска  | 2-1      | Пријатељска |

## Трофеји
Грчка
- Европско првенство: 2004.